# Johann Paul Herzog
Johann Paul Herzog (* 24. April 1812 in Honsolgen; † 27. November 1870 in Ochsenfurt) war ein deutscher Mediziner und Politiker.

## Leben
Herzog absolvierte von 1832 bis 1836 ein Studium der Medizin an der Ludwig-Maximilians-Universität München. Danach war er praktischer Arzt zunächst in München, dann in Gaimersheim, seit 1841 in Ebermannstadt. Dort war er seit 1842 Landgerichtsarzt, von 1856 bis 1863 dasselbe in Marktsteft, danach in Marktheidenfeld. Von 1864 bis 1870 wirkte er dort als Bezirksarzt, was er seit 1867 in Ochsenfurt war.
Er war vom 8. Januar 1849 bis 20. Mai 1849 Mitglied der Frankfurter Nationalversammlung für Oberfranken in Pottenstein in der Fraktion Augsburger Hof.